# 19620 Auckland
19620 Auckland este un asteroid din centura principală de asteroizi.

## Descriere
19620 Auckland este un asteroid din centura principală de asteroizi. A fost descoperit pe 18 august 1999 la Auckland la Observatorul Auckland. Asteroidul prezintă o orbită caracterizată de o semiaxă mare de 2,69 ua, o excentricitate de 0,15 și o înclinație de 14,1° în raport cu ecliptica.